# Eugenia pustulescens
Eugenia pustulescens là một loài thực vật thuộc họ Myrtaceae. Đây là loài đặc hữu của Ecuador.